# Louis Ide
Louis Ide (Roeselare, 3 juli 1973) is een Belgisch  arts en Vlaams-nationalistisch politicus van de Nieuw-Vlaamse Alliantie (N-VA).

## Levensloop
Ide liep school aan het Klein Seminarie Roeselare en studeerde in 1999 af als doctor in de geneeskunde aan de Kulak en de KU Leuven. Hij was er actief in de faculteitskring Medica en studentenvertegenwoordiger in de Academische Raad van de KU Leuven. Later schoolde hij van 1999 tot 2000 zich in het Antwerpse ITG bij in de tropische geneeskunde. Hij specialiseerde verder aan de KU Leuven in de infectiecontrole, mycologie en antibioticabeleid. Hij werd in 2006 erkend als klinisch bioloog en ging dit beroep uitoefenen in het Jan Palfijn-ziekenhuis in Gent. Hij werkte ook voor Artsen zonder Grenzen, onder meer in Soedan en Tsjaad.
In 2006 schreef hij zijn eerste boek Lof der gezondheid, waarin hij pleit voor een gedefederaliseerd gezondheidsbeleid in België. Zijn tweede boek verscheen opnieuw onder de titel "Lof der gezondheid". In 2014 schreef hij een derde boek over gezondheidszorg. Hij schreef ook diverse medisch-wetenschappelijke artikels en columns voor het magazine Knack, het christelijke opinieblad Tertio en de Artsenkrant. In 2017 won hij de European Hand Hygiëne Excellence Award, een prijs uitgereikt door prof. Didier Pittet voor ziekenhuizen met een excellent infectiecontrolebeleid. Jan Palfijn Gent was het eerste Belgisch ziekenhuis ooit die de prijs won.
Van bij de oprichting van N-VA werd hij politiek actief bij deze partij. In 2004 werd hij lid van het partijbestuur en van 2004 tot 2008 was hij ondervoorzitter van de partij. Ide onderhandelde voor N-VA mee over de regeerakkoorden van 2007, 2009 en 2010. Vanaf juni 2007 zetelde hij voor de partij als rechtstreeks gekozen senator in de Senaat, waar hij tot in mei 2014 bleef zetelen en deel uitmaakte van de commissies Institutionele en Sociale Aangelegenheden. In 2012 werd de wet Ide goedgekeurd, waardoor mensen bloed mochten doneren tot de dag dat ze 71 jaar werden. Hij was eveneens van 2011 tot 2013 quaestor en van 2013 tot 2014 ondervoorzitter van de Senaat.
Bij de Europese verkiezingen van mei 2014 haalde Ide een vierde zetel voor zijn partij binnen in het Europees Parlement, waar hij ging zetelen in de commissie interne markt en consumentenbescherming. Hij zetelde er tot eind 2014 en werd daarna opgevolgd door Anneleen Van Bossuyt. Op 13 december 2014 werd hij namelijk verkozen tot nationaal secretaris van zijn partij, een functie die hij nog steeds uitoefent.
Daarnaast is hij sinds 2013 gemeenteraadslid van Zwalm. Ook werd Ide lid van de raad van bestuur van Literatuur Vlaanderen.